# Vriesea ringens
Vriesea ringens là một loài thực vật có hoa trong họ Bromeliaceae. Loài này được (Griseb.) Harms miêu tả khoa học đầu tiên năm 1929.